# Хайхуа
Хайхуа́ (кит. упр. 海花, пиньинь Hǎi huā, буквально: «Океанический цветок») — искусственный архипелаг, расположенный в городском округе Даньчжоу к западу от полуострова Янпу, Хайнань, Китайская Народная Республика. На данный момент архипелаг находится на стадии строительства. Планируется, что он будет состоять из трех островков общей площадью около 800 га.
В проект были вложены инвестиции в размере 160 млрд. юаней, а возводит его компания-застройщик Evergrande Group.

## Описание
Форма архипелага с высоты птичьего полёта напоминает цветок с отходящими в разные стороны стеблями. Сам архипелаг состоит из нескольких островков на которых расположены отели, развлекательные комплексы, музеи и др.

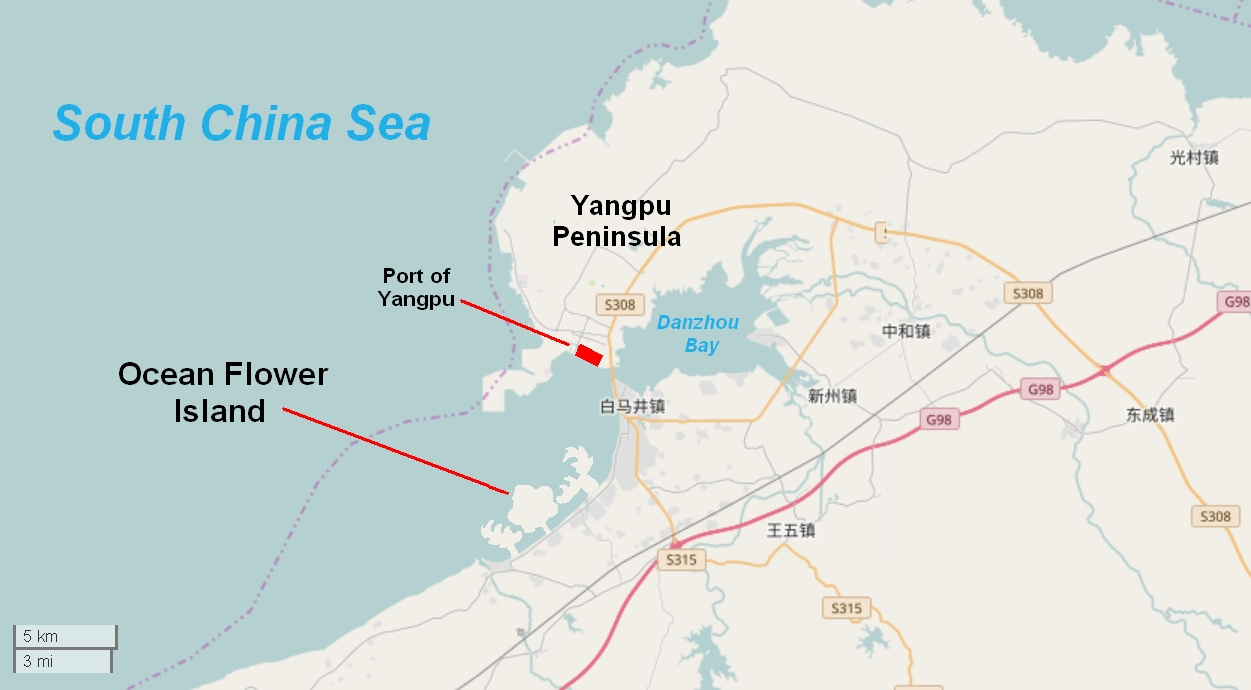
Архипелаг Хайхуа на карте

## Критика
В 2018 году проект подвергался критике за нанесение вреда экологии.